# AS-203
AS-203 (lub SA-203) – testowy lot bezzałogowy z wykorzystaniem rakiety Saturn IB. Nieformalnie określany jako Apollo 2. Test instalacji paliwowej ciekłego wodoru (LH2) i innych systemów stopnia S-IVB.

## Podstawowe dane
źródło
- Rakieta nośna: SA-203
- Stanowisko startowe: 37B
- Start: 14:53:17, 5 lipca 1966
- Azymut startu: 72°
- Apogeum: 216,7 km (orbita ostateczna)
- Perygeum: 202,4 km (orbita ostateczna)
- liczba okrążeń: 4 (po czwartym okrążeniu przeprowadzono test związany ze wzrostem ciśnienia w drugim stopniu rakiety, co spowodowało jego zniszczenie).

## Statek kosmiczny i rakieta nośna
źródło
Misja odbyła się bez udziału statku kosmicznego. Na szczycie rakiety znalazła się osłona aerodynamiczna.
Czas dostarczenia elementów AS-203 Kennedy Space Center:
- Pierwszy stopień rakiety nośnej (S-IB): kwiecień 1966
- Drugi stopień rakiety nośnej (S-IVB): marzec 1966
- Instrument Unity (IU): kwiecień 1966
- Masa startowa rakiety nośnej: 538 400 kg
- Masa umieszczona na orbicie: 26 500 kg

## Cel misji
Głównym celem lotu AS-203 było zbadanie wpływu stanu nieważkości na paliwo w zbiorniku drugiego stopnia rakiety nośnej – S-IVB. Człon rakietowy S-IVB miał w przyszłości wynieść statek z orbity okołoziemskiej w kierunku Księżyca. Inżynierowie chcieli sprawdzić co będzie działo się z płynnym wodorem w zbiorniku: czy będzie spokojny, czy też będzie chlupotać wewnątrz zbiornika. Zbiornik wodoru członu S-IVB został wyposażony w 83 sensory i dwie kamery TV rejestrujące zachowanie się paliwa w zbiorniku. Obrazy te były przekazywane drogą telewizyjną na Ziemię. Wewnątrz znajdowało się 9 ton ciekłego wodoru i 1,35 tony ciekłego tlenu.
Ponieważ był to lot próbny, w misji nie wykorzystano statku kosmicznego. Na szczycie rakiety znalazła się osłona aerodynamiczna o masie 1700 kg, pod którą umieszczono aparaturę do badania zachowania skroplonego gazu, przygotowaną przez Centrum Lotów Załogowych w Houston. Był to także pierwszy lot z wykorzystaniem jednostki Instrument Unit, sterującej rakietami Saturn podczas startu i podczas pierwszego startu rakiety Saturn IB ze stanowiska Pad 37B, pierwszy lot orbitalny stopnia S-IVB oraz pierwszy lot nowej, lżejszej wersji pierwszego stopnia rakiety (S-IB).

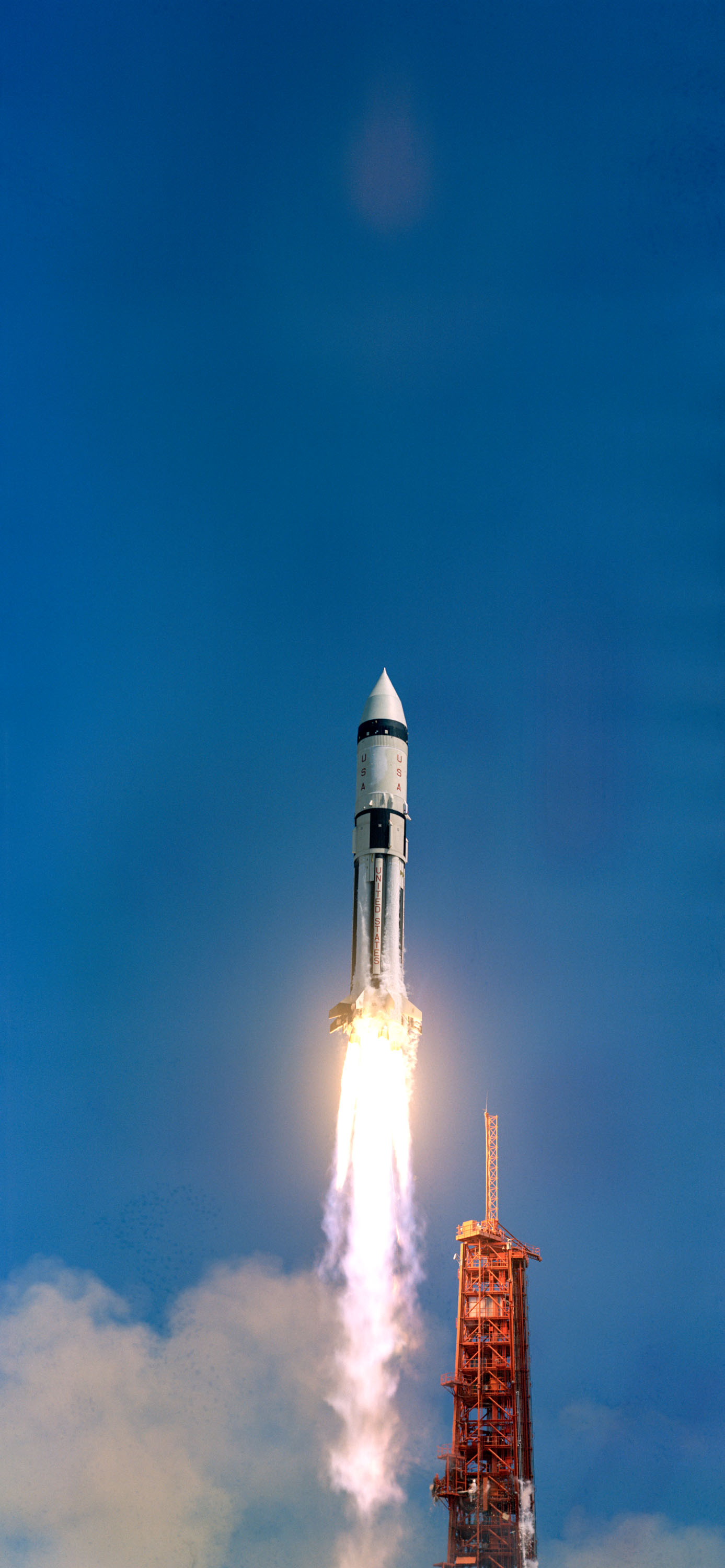
Start AS-203

## Przygotowania
Wiosną 1966 zdecydowano, że AS-203 poleci przed AS-202 (z powodu opóźnień w przygotowaniu modułu serwisowego dla 202). Człony rakiety S-IVB zostały dostarczone na kosmodrom 6 kwietnia 1966. Pierwszy człon S-IB został dostarczony sześć dni później, jednostka Instrument Unit, kolejne dwa dni później.
19 kwietnia technicy zaczęli wznosić wyrzutnię na stanowisku nr 37B. Procedura kontrolna wykazała problemy podobne jak w przypadku lotu AS-201. Przyczyną awarii okazały się być wadliwe połączenia lutowane na drukowanych płytkach połączeń elektrycznych.
W czerwcu rakiety Saturn ustawiono na wyrzutniach kosmodromu. Na wyrzutni nr 34 stanął AS-202, na wyrzutni nr 37B stanął AS- 203.

## Lot
Rakieta została wyniesiona 5 lipca 1966 roku. Człon S-IVB oraz Instrument Unit zostały wprowadzone na kołową orbitę o wysokości 188 km, jako satelita AS-203-Apollo-Saturn – indeks COSPAR (1966-59A). Ostateczna orbita miała parametry: apogeum – 216,7 km, perygeum – 202,4 km.
Drugi człon rakiety z powodzeniem uruchomił się, a paliwo w zbiorniku zachowywało się tak jak tego oczekiwano. Po czterech okrążeniach Ziemi, zbiornik wodoru został poddany wysokiemu ciśnieniu, zamknięto zawory odprowadzające gazowy wodór, na skutek czego zwiększające się ciśnienie gazu doprowadziło do rozsadzenia zbiornika, by sprawdzić jak duże naprężenia może wytrzymać. Próba przekroczyła wytrzymałość konstrukcji i człon rozpadł się. Był to najcięższy (w tym czasie) obiekt umieszczony na orbicie przez Stany Zjednoczone – 26,5 tony.
Z wyjątkiem tego wypadku, misja została uznana za udaną i osiągnęła swoje cele. We wrześniu Douglas Aircraft Company, wykonawca S-IVB oświadczyło, że człon jest gotowy do lotu załogowego na Księżyc.

## Podsumowanie
źródło
- Symulacja ponownego uruchomienia silnika drugiego stopnia na orbicie.
- Wykorzystanie systemu ciągłego usuwania odparowanego wodoru do przyspieszenia S-IVB, w celu zepchnięcia ciekłego wodoru na dno zbiornika.
- Pierwszy lot orbitalny stopnia S-IVB.
- Najcięższy (w tym czasie) obiekt umieszczony na orbicie przez Stany Zjednoczone – 26,5 tony.
- Przekaz telewizyjny, pokazujący zachowanie się ciekłego wodoru na orbicie.
- Pierwszy lot nowej, lżejszej wersji pierwszego stopnia rakiety (S-IB).